# Dolmen du Buisson
Le dolmen du Buisson, appelé aussi dolmen de Chamblon ou la Pièira Giganta, est un dolmen situé à Mas-Saint-Chély, dans le département de la Lozère en France.

## Historique
L'édifice est classé au titre des monuments historiques par arrête du 14 janvier 1977. Le dolmen a été fouillé et restauré par Gilbert Fages au début des années 1970.

## Description
Le dolmen est entouré d'un tumulus de 8 à 9 m de diamètre. La chambre rectangulaire est délimitée par deux orthostates mesurant près de 4 m de long sur 1,20 m de haut et 0,38 m d'épaisseur. La table de couverture est brisée en trois parties, et seuls deux fragments sont encore en place (2,85 m de long sur 2,20 m de large et 0,37 m d'épaisseur) mais sa longueur initiale était d'environ 3,10 m de long. Toutes les dalles sont en calcaire d'origine locale.
Le tumulus est composé d'un mélange de terre et de petits cailloux. Lors de la fouille, le couloir d'accès à la chambre a été découvert : il avait été comblé avec des blocs plus volumineux. L'entrée de la chambre était donc précédée d'un couloir de 3 m de longueur sur environ 0,90 m de largeur, délimité par des murets en pierres sèches. L'un des murets étant dans l'alignement du pilier sud, le dolmen adoptait donc un plan en « q ».
À 17 m au sud du dolmen, Gilbert Fages a fouillé un second tumulus éventré qui contenait encore deux dalles de 1,50 m de longueur.

## Matériel archéologique
Le dolmen ayant été réutilisé de longue date comme cabane par les bergers, la fouille de la chambre n'a livré aucun matériel archéologique. La fouille du tumulus a permis de recueillir un fragment de meule en grès et un fragment d'une grande lame en silex. La fouille du second tumulus a livré une partie de calotte crânienne et une perle bi-tronconique en jayet.